# CNAME record
CNAME-post, ofta missvisande kallat CNAME (Canonical Name), är en typ av resurs i domännamnssystemet (DNS) där man kan skapa ett aliasnamn. Posten anger det "kanoniska" (riktiga) namnet som svarar mot en viss alias. Ofta har detta kanoniska namn en så kallad A-post ("A-record"), som i sin tur leder till en IP-adress.
CNAME-posterna möjliggör ett alias-system. Medan A-posterna är kopplade till IP-adresser, och därmed mer eller mindre till en enskild dator, kan CNAME-posterna lättare organiseras så som administratörerna ser som ändamålsenligt. Ofta finns CNAME-poster för olika funktioner, så att t.ex. ftp.example.com och imap.example.com kan peka på server.example.com, som är den dator som för tillfället sköter serverfunktionerna. A-posten för server.example.com ger då IP-adressen för datorn ifråga.